# Uitvaart (verhaal)
Uitvaart is een kort horror- en sciencefictionverhaal geschreven door de Amerikaan Richard Matheson in 1955. De Nederlandse vertaling verscheen in de serie Bruna FeH in 1976 onder de titel Nat stro en andere griezelverhalen en in 1981 in een bundel De griezeligste verhalen van Uitgeverij Loeb.

## Het verhaal
Morton Silkline bestiert de begrafenisonderneming Blooney’s Betaalbare Begrafenisonderneming. Hij krijgt beroepsmatig bezoek van ene Ludwig Asper. Deze is niet tevreden over zijn vorige begrafenis en wil opnieuw in een kist opgebaard worden. Hij huurt daarbij de grootste zaal en de duurste kist. Hij stelt slechts één voorwaarde, er mogen geen spiegels in het gebouw zijn tijdens de ceremonieën. Silkline willigt alle wensen met enige tegenzin in en de herbegrafenis vindt plaats. Silkline denkt verder alleen nog aan het omzetten van zijn beloning tot het moment waarop een afzichtelijk buitenaards monster zich meldt voor een begrafenis. Hij heeft van een vriend gehoord, dat Blooney’s begrafenissen verzorgt in iedere gewenste vorm en prijsklasse.
Het verhaal ligt op de scheidslijn vampirisme en sciencefiction.